# Gnomeo i Julia
Gnomeo i Julia (ang. Gnomeo & Juliet) – amerykańsko-brytyjski film animowany z 2011 roku. Oparta na dramacie Williama Szekspira pt. Romeo i Julia fabuła filmu opowiada o ogrodowych porcelanowych krasnalach. Reżyserem produkcji jest Kelly Asbury.
Światowa premiera filmu odbyła się 11 lutego 2011, a polska 6 maja 2011 roku.

## Wersja oryginalna
- James McAvoy – Gnomeo
- Emily Blunt – Julia
- Maggie Smith – Pani Bluebury
- Michael Caine – Pan Redbrick
- Jason Statham – Tybalt
- Patrick Stewart – William Szekspir
- Matt Lucas – Bodzio
- Stephen Merchant – Parys
- Ashley Jensen – Dżaneta
- Julie Walters – Pani Montague
- Richard Wilson – Pan Kapulet
- Jim Cummings – Faflamingo
- Ozzy Osbourne – Jelonek
- Dolly Parton – Dolly
- Hulk Hogan – Terrafirmenator

## Wersja polska
Wersja polska: SDI Media Polska
- Reżyseria: Wojciech Paszkowski
- Dialogi: Jan Jakub Wecsile

W wersji polskiej wystąpili:
- Maciej Stuhr – Gnomeo
- Natasza Urbańska – Julia
- Borys Szyc – Tybalt
- Cezary Pazura – Faflamingo
- Piotr Adamczyk – Parys
- Bilguun Ariunbaatar – Jelonek
- Anna Seniuk – Lady Modrabulwa
- Piotr Fronczewski – Lord Ogniomur
- Jarosław Boberek – Bodzio
- Olga Omeljaniec – Dżaneta
- Katarzyna Łaska – Lucky
- Izabela Dąbrowska – Pani Montecka
- Miłogost Reczek – Pan Kapulecki
- Adam Bauman – Szekspir
- Łukasz Lewandowski – Mankini